# 佐藤貴美子
佐藤 貴美子（さとう きみこ、1933年7月10日 - 2014年11月28日）は、日本の小説家。
大阪府大阪市淀川区生まれ、名古屋で育つ。椙山女学園中学を卒業後、電話局（電電公社）に就職、働きながら労働組合のサークル誌に作品を発表し、文学生活にはいる。
愛知リアリズム研究会から、日本民主主義文学会名古屋支部で文学活動を続ける。その間、1964年には短編「初江」で『文化評論』の新人賞に入賞し、全国誌に作品が掲載されるようになる。1985年には長編『母さんの樹』で多喜二・百合子賞を受賞する。この作品は映画化された。
後年には、名張毒ぶどう酒事件を冤罪だとして、被告の再審請求運動に参加し、それを題材とした長編『銀の林』も刊行した。